# تشهل دختران (إسفراين)
تشهل دختران (بالفارسية: چهل دختران) هي قرية تقع في قسم زرق‌آباد الريفي (مقاطعة إسفراين) في إيران. يقدر عدد سكانها بـ 101 نسمة بحسب إحصاء 2016.